# غضب على الطريق
غضب على الطريق (بالإنجليزية: Beef) هو مسلسل كوميدي درامي قصير من إبتكار المخرج الكوري لي سونغ جين لصالح نتفليكس. المسلسل من بطولة ستيفن يون وآلي وونغ بدور داني شو وإيمي لو الذين يتعرضان لحادثة  غضب على الطريق تجعلهما عدوين لدودين.
جميع حلقات المسلسل صدرت على نتفليكس يوم 6 أبريل 2023، وتلقت إشادة نقدية من أغلب النقاد الذين مدحوا اداء الممثلين الرئيسين والإخراج والكتابة.

### القصة
شخصان غربيان يمران بحادثة سير بسيط في ساحة انتظار لكنه يحرك بداخلهما عداوة تؤدي إلى اعمال انتقامية تطال الطرفين وكلا من عائلتهما.

### الممثلين والشخصيات
- ستيفن يون بدور داني شاو
- آلي وونغ بدور إيمي لو
- جوزيف لي بدور جورج ناكي
- يونغ مازينو بدور بول شاو
- ديفيد تشو بدور إيزاك تشو
- باتي يازوتاكي بدور فومي ناكي

## روابط خارجية
- غضب على الطريق على نتفليكس (الاشتراك مطلوب)
- غضب على الطريق  في قاعدة بيانات الأفلام على الإنترنت (بالإنجليزية)